# Vikingstad
Vikingstad is een plaats in de gemeente Linköping in het landschap Östergötland en de provincie Östergötlands län in Zweden. De plaats heeft 2072 inwoners (2005) en een oppervlakte van 153 hectare.

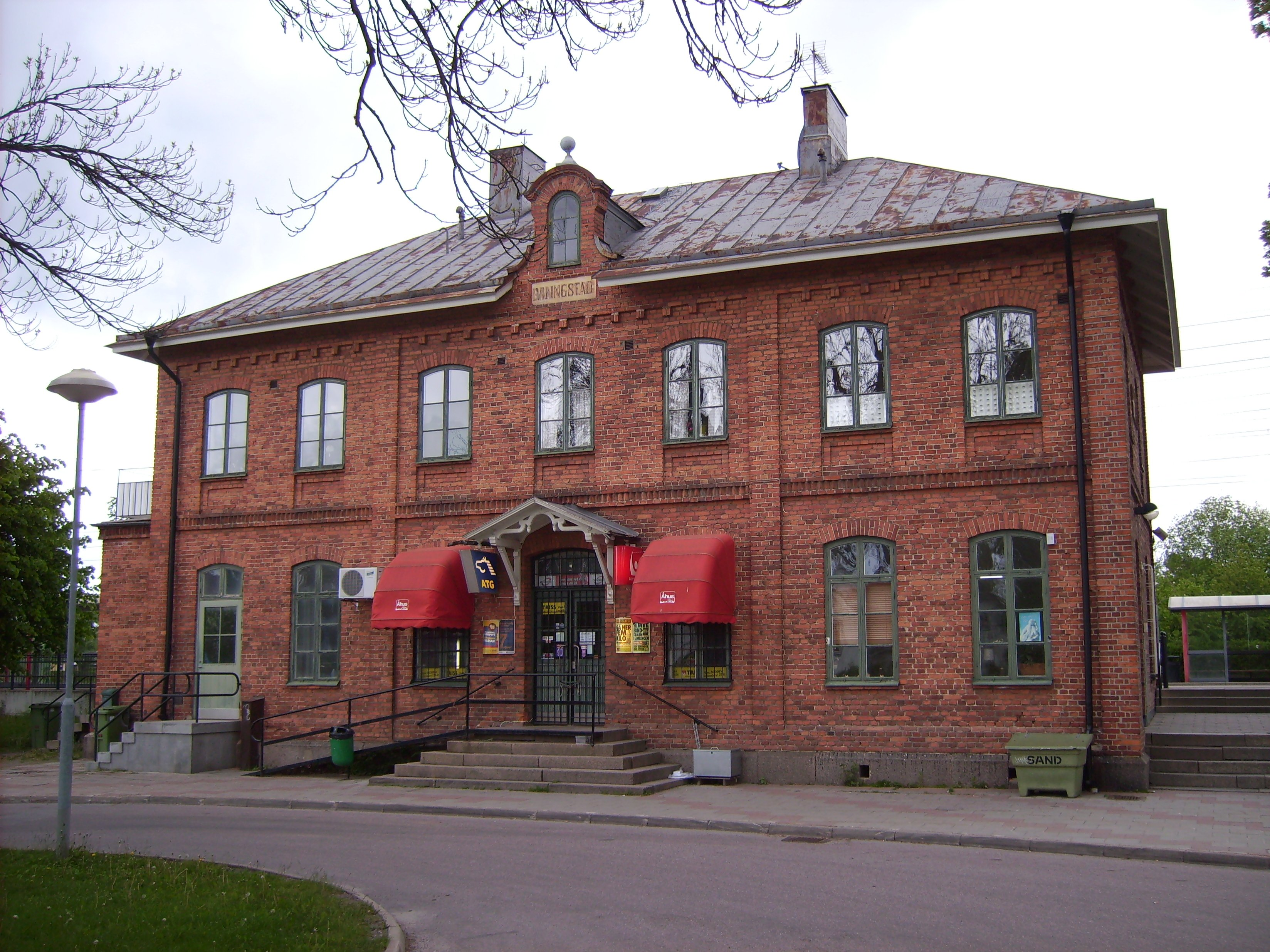
Station